# 卡斯泰尔诺德蒙米拉勒
卡斯泰尔诺-德蒙米拉勒（法語：Castelnau-de-Montmiral，法語發音：[kastɛlno də mɔ̃miʁal]）是法国奧克西塔尼大區塔恩省的一个市镇，属于阿尔比区。

## 地理
卡斯泰尔诺-德蒙米拉勒（43°57'56"N, 1°49'15"E）面积88.81 平方千米，位于法国奧克西塔尼大區塔恩省，该省份为法国南部内陆省份，北起顺时针与阿韦龙省、埃罗省、奥德省、上加龙省和塔恩-加龙省接壤。
与卡斯泰尔诺-德蒙米拉勒接壤的市镇（或旧市镇、城区）包括：布罗兹、韦尔河畔卡于扎克、加亚克、拉罗克、塔恩河畔利勒、佩讷、皮塞尔西、圣博济勒、圣塞西尔迪凯鲁、瓦乌尔、勒韦尔迪耶。
卡斯泰尔诺-德蒙米拉勒的时区为UTC+01:00、UTC+02:00（夏令时）。

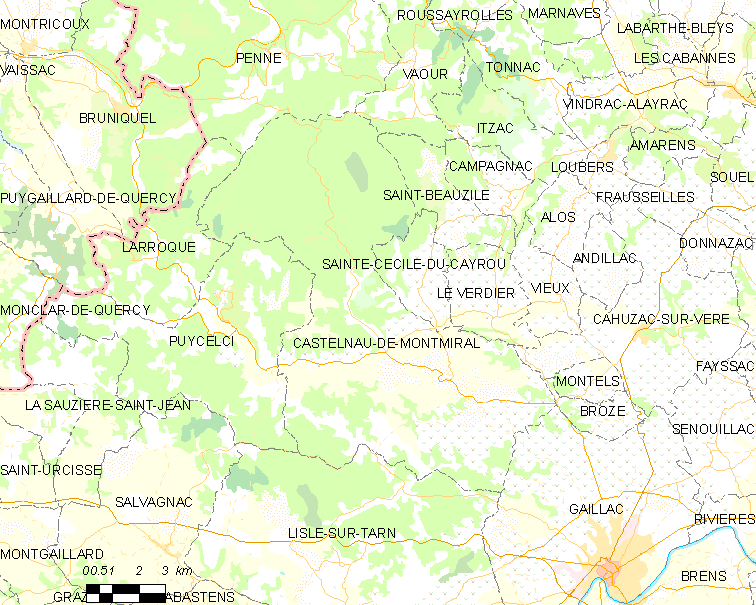
卡斯泰尔诺-德蒙米拉勒的OSM定位图

## 行政
卡斯泰尔诺-德蒙米拉勒的邮政编码为81140，INSEE市镇编码为81064。

## 政治
卡斯泰尔诺-德蒙米拉勒所属的省级选区为葡萄园与城堡庄园县。

## 人口
卡斯泰尔诺-德蒙米拉勒于2022年1月1日时的人口数量为1055人。

1962-2008年间卡斯泰尔诺-德蒙米拉勒人口变化图示